# Yverdon-Sport FC
Yverdon-Sport FC – szwajcarski klub piłkarski, grający obecnie w Swiss Challenge League, mający siedzibę w mieście Yverdon-les-Bains, leżącym nad jeziorem Lac de Neuchâtel.

## Historia
Klub został założony 1 lipca 1948 roku w wyniku fuzji trzech innych klubów FC Yverdon, FC Concordia i White Star. W swojej historii Yverdon-Sport trzykrotnie awansował do pierwszej ligi szwajcarskiej, najpierw w latach 1993 i 1999, a następnie fakt ten miał miejsce w 2005 roku. Wtedy też Yverdon wywalczył mistrzostwo Challenge League, czyli drugiej ligi Szwajcarii. Pobyt w Axpo Super League trwał rok i w 2006 roku zespół został zdegradowany o klasę niżej.

### Sukcesy
- Challenge League mistrzostwo: 2005, 2023

## Reprezentanci kraju grający w klubie
- Alexandre Comisetti
- Philippe Douglas
- Rudolf Elsener
- Christian Gross
- Christophe Jaquet
- Ludovic Magnin
- Blaise Nkufo
- Christophe Ohrel
- Alain Rochat
- Beat Sutter
- Rene Sutter
- Arjan Peco
- Sergio Jauregui
- Getulio Vaca
- Mirsad Dedić
- Cléber
- Mbala Mbuta Biscotte
- Erkka Petäjä
- Owusu Benson
- Alex Nyarko
- Teitur Þórðarson
- Josephus Yenay
- Robby Langers
- Vladimir Tanurcov
- Marek Citko
- Gilberto Reis
- Makhtar N’Diaye
- Marko Pantelić
- Renatus Njohole
- Jerren Nixon
- Yakuba Bamba
- Steve Gohouri
- Djibril Cissé